# Чернево (Дедовичский район)
Чернево — деревня в Дедовичском районе Псковской области России. Входит в состав Шелонской волости Дедовичского района.
Расположена в восточной части района, на правом берегу реки Северка, в 27 км к востоку от районного центра Дедовичи и в 7 км к северу от бывшего волостного центра, деревни Станки.

## Население
Численность населения деревни составляет 54 жителя (2000 год).

## История
До 3 июня 2010 года деревня входила в состав ныне упразднённой Станковской волости.